# Nīca
Nīca es un pueblo letón, capital del municipio homónimo, situado en la costa occidental de Letonia, a poco más de 10 km al sur de Liepāja. En 2015 tiene 1.386 habitantes.
Se conoce su existencia desde 1560. La ciudad fue construida alrededor de la finca Niederbartau.
En Nīca trabajaron el escritor y periodista letón Jēkabs Janševskis como profesor en la escuela de este pueblo, a finales del siglo XIX, así como el abogado Ansis Petrevitss, entre 1902 y 1905. Fue, asimismo, cuna del ministro de Exteriores letón Teodors Anševics (1900-1942).